# Rhodes Peak
Rhodes Peak är en bergstopp i Antarktis. Den ligger i Östantarktis. Nya Zeeland gör anspråk på området. Toppen på Rhodes Peak är 780 meter över havet.
Terrängen runt Rhodes Peak är varierad. Trakten är obefolkad. Det finns inga samhällen i närheten.